# Виола (Италия)
 Тази статия е за селото в Италия.  За музикалния инструмент вижте Виола.  
Вио̀ла (на италиански и на пиемонтски: Viola) е село и община в Северна Италия, провинция Кунео, регион Пиемонт. Разположено е на 827 m надморска височина. Населението на общината е 429 души (към 2010 г.).